# Lefebvre
Lefebvre bzw. Lefèbvre ist als Variante von Lefèvre mit der Bedeutung „der Schmied“ ein ursprünglich berufsbezogener französischer Familienname.

## Namensträger
- Alexandre Louis Lefèbvre de Cérisy (1798–1867), französischer Insektenkundler
- André Lefèbvre (Rennfahrer) (1894–1964), französischer Automobilrennfahrer und -konstrukteur
- André Lefèbvre (Bischof) (1902–1991), belgischer Ordensgeistlicher, Bischof von Kikwit
- André Louis Lefebvre de Laboulaye (1876–1966), französischer Diplomat
- Catherine Lefebvre (* 1959), französische Curlerin
- Catherine Lefèbvre (1753–1835), Herzogin von Danzig
- Chantal Lefebvre (* 1977), kanadische Eiskunstläuferin
- Charles Lefèbvre (1843–1917), französischer Komponist
- Charles Lefebvre-Desnouettes (1773–1822), französischer General der Kavallerie
- Claude Lefèbvre (Maler) (1633–1675), französischer Maler
- Claude Lefebvre (Komponist) (1931–2012), französischer Komponist und Dichter
- Claude Lefebvre (Handballspieler) (* 1952), kanadischer Handballspieler
- Dominique Lefèbvre (1810–1865), französischer Geistlicher und Missionar, Titularbischof von Isouropolis
- Dominique Lefebvre (Politiker) (* 1956), französischer Politiker
- Dominique Lefèbvre (Fußballspieler) (* 1961), französischer Fußballspieler und -trainer
- Dominique Lefebvre (Manager) (* 1961), französischer Landwirtschaftsfunktionär und Bankmanager
- Edmond Lefebvre du Prey (1866–1955), französischer Jurist und Politiker
- Édouard René Lefebvre de Laboulaye (1811–1883), französischer Jurist, Publizist, Journalist und Politiker
- Félix Lefebvre (* 1992), französischer Schauspieler
- François Lefebvre de Laboulaye (1917–1996), französischer Diplomat
- François-Joseph Lefebvre, duc de Dantzig (1755–1820), Marschall von Frankreich
- Gary LeFebvre (1939–2013), US-amerikanischer Jazzmusiker
- Georges Lefèbvre (1874–1959), französischer Historiker
- Germain Lefebvre (Sänger, 1889) (1889–1946), kanadischer Sänger, Chorleiter und Musikpädagoge
- Germain Lefebvre (Sänger, 1924) (1924–2008), kanadischer Sänger und Chorleiter
- Germaine Lefebvre (1928–1990), französische Schauspielerin, siehe Capucine
- Gilles Lefebvre (1922–2001), kanadischer Geiger
- Guillaume Lefebvre (* 1981), kanadischer Eishockeyspieler
- Gustave Lefebvre (1879–1957), französischer Ägyptologe
- Hélène Lefebvre (* 1991), französische Ruderin
- Héloïse Lefebvre (* 1989), französische Jazzmusikerin
- Henri Lefebvre (1901–1991), französischer marxistischer Soziologe, Intellektueller und Philosoph
- Henri Lefèbvre (Ringer) (1905–1970), französischer Ringer
- Hippolyte Lefèbvre (1863–1935), französischer Bildhauer und Medailleur
- Hubert Lefèbvre (1878–1937), französischer Rugby-Union-Spieler
- Janou Lefèbvre (* 1945), französische Springreiterin
- Jean Lefebvre (1650–1706), französischer Astronom, siehe Jean Le Fèvre (Astronom)
- Jean Lefebvre (Schauspieler) (1919–2004), französischer Schauspieler
- Jean-Claude Lefèbvre (* 1945), französischer Rallyefahrer
- Jean-François Lefèbvre, chevalier de la Barre (1745–1766), französischer Adliger
- Jean-Louis Lefebvre de Cheverus (1768–1836), französischer Geistlicher, Erzbischof von Bordeaux
- Joseph-Charles Lefèbvre (1892–1973), französischer Geistlicher, Erzbischof von Bourges
- Jules Lefebvre (Snowboarder) (* 1996), kanadischer Snowboarder
- Jules-Joseph Lefebvre (1834–1912), französischer Maler
- Lionel Lefèbvre (* 1992), französischer Bobsportler
- Louise-Rosalie Lefebvre (1755–1821), französische Schauspielerin, Tänzerin und Sängerin
- Luc Lefèbvre, bekannt als Ptiluc (* 1956), belgischer Comiczeichner
- Marcel Lefebvre (1905–1991), französischer Geistlicher, Generaloberer der Priesterbruderschaft St. Pius X.
- Marie-Thérèse Lefebvre (* 1942), kanadische Musikwissenschaftlerin
- Maurice Lefebvre (Fußballspieler) (1888–1965), belgischer Fußballspieler
- Maurice Lefèbvre (Wasserballspieler) (1913–1983), französischer Wasserballspieler
- Patrice Lefebvre (* 1967), italienisch-kanadischer Eishockeyspieler und -trainer
- Paul Lefebvre (Geistlicher) (1907–1944), belgischer römisch-katholischer Geistlicher und Märtyrer
- Paul Lefebvre (Politiker, 1945) (* 1945), US-amerikanischer Politiker, Abgeordneter in Vermont
- Paul Lefebvre (Politiker, 1974) (* 1974), kanadischer Politiker
- Paul E. Lefebvre, US-amerikanischer General
- Philippe Lefebvre (Regisseur) (* 1941), französischer Filmregisseur
- Philippe Lefebvre (Organist) (* 1949), französischer Organist
- Philippe Lefebvre (Fußballspieler) (* 1954), französischer Fußballspieler
- Philippe Lefebvre (Theologe) (* 1960), Schweizer römisch-katholischer Theologe
- Philippe Lefebvre (Schauspieler), französischer Schauspieler, Drehbuchautor und Produzent
- Philippe Lefebvre (Eishockeyspieler) (* 1991), kanadischer Eishockeyspieler
- Raymond Lefebvre (Leichtathlet), französischer Ringer
- René Lefebvre (1893–1976), belgischer Politiker
- Robert Lefebvre (geb. Robert Gérard Charles Le Febvre; 1907–1989), französischer Kameramann
- Sébastien Lefebvre (* 1981), französisch-kanadischer Musiker
- Stéphane Lefebvre (* 1992), französischer Rallyefahrer
- Sylvain Lefebvre (* 1967), kanadischer Eishockeyspieler
- Tim Lefebvre (* 1968), US-amerikanischer Musiker
- Thomas Lefèbvre (1636–1720), deutscher Maler und Baumeister
- Wladimir Alexandrowitsch Lefebvre (1936–2020), mathematischer Psychologe und Militärstratege
- Yannick Lefèbvre (* 1998), belgischer Segler